# Codex gigas
Codex gigas je největší rukopisná kniha (kodex) světa. Byla pravděpodobně napsána počátkem 13. století v podlažickém klášteře v Podlažicích u Chrudimi. Bývá označována latinsko-řecky Codex gigas (v překladu „Obrovská kniha“), počeštěně Kodex gigas, nebo podle výjimečného vyobrazení ďábla také jako Ďáblova bible, švédsky Djävulsbibeln. Dále je, či dříve byla, také označována jako Codex giganteus, Liber pergrandis či Gigas librorum. Záměrem autora bylo shrnout veškeré vědění do jediného díla, vytvořit jakousi „knihovnu v jediné knize“.

## Vzhled kodexu

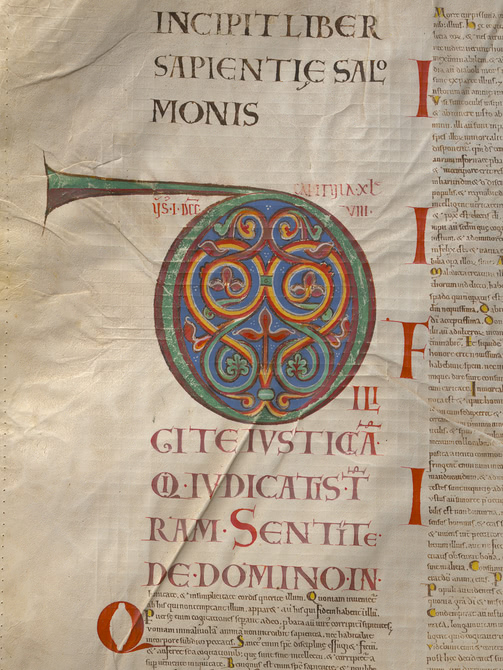
Codex gigas - začátek biblické Knihy Moudrosti

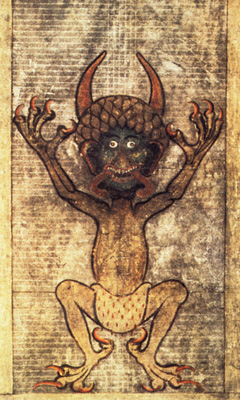
Codex gigas - vyobrazení ďábla (zdroj 3 fotografií: The Royal Library, National Library of Sweden)

Codex gigas je svázán v dřevěných deskách potažených světlou kůží, opatřených kovovým zdobením. Rozměr desek je 920×505×220 mm. Původně obsahoval 320 pergamenových listů (tj. 640 stran) o velikosti 890×490 mm. Osm listů bylo vyříznuto, není známo kdy, kým a proč. Odstraněné listy pravděpodobně obsahovaly řeholní pravidla benediktinského řádu. Hmotnost celého kodexu je 75 kg a odhaduje se, že na výrobu potřebného pergamenu bylo spotřebováno 160 kůží oslů či mezků.

## Historie kodexu
Kodex patrně vznikl v klášteře Podlažice u Chrudimi. Záznamy v kodexu končí rokem 1229. V roce 1245 byl kodex zastaven cisterciáckému klášteru v Sedlci. Pavel Bavor z Nečtin (1290 až 1332) jej roku 1295 odkoupil pro břevnovský klášter. V letech 1477–1593 se kodex nacházel v klášteře v Broumově. V březnu 1594 byl převezen do Prahy, kde se stal součástí sbírky císaře Rudolfa II.
Na konci třicetileté války, v roce 1648, se švédské armádě podařil nečekaný přepad Prahy (dobyli však pouze levobřežní část), při němž ukořistili a odcizili poklady veliké hodnoty – mimo jiné i obsah Rudolfovy kunstkomory, jež byla odvezena do Stockholmu. Rukopis je od té doby uložen v Královské knihovně ve Stockholmu a přes opakované snahy se nepodařilo získat jej od Švédska zpět. Od září 2007 do března 2008 byl zapůjčen na výstavu v pražském Klementinu.
Nedaleko místa svého vzniku, v expozici Městského muzea v Chrasti je připomenut alespoň maketou.

## Obsah kodexu
Celý rukopis je napsán latinsky. Jeho obsahem je větší množství různých textů, které lze rozdělit do desíti skupin:
- text bible v latinském překladu (Starý a Nový zákon) v poněkud jiné podobě, než jsme zvyklí z moderních překladů (pořadí jednotlivých knih je poněkud jiné, jsou zde obsaženy i deuterokanonické texty jako např. kniha Báruch)
- Josephus Flavius – oba jeho spisy z oblasti historie – tj. Židovské starožitnosti a Židovská válka
- Isidor ze Sevilly – kopie jeho monumentální encyklopedie zvané Etymologie
- několik drobnějších spisů s lékařskou tematikou, podle kterých se v této době vyučovala medicína a které souvisí především s činností tzv. salernské lékařské školy – například:
  - úvod (Isagoge) do lékařské problematiky, který je vlastně latinským překladem spisu Masá'il fi t-tibb arabského učence Hunajna ibn Isháqa (9. stol.), který přeložil Konstantin Afričan v 11. století
  - Liber de oculis – tj. spisek oftalmologický od stejného autora přeložený stejným překladatelem
- vyznání hříchů
- obranná zaklínadla pro vyhánění démonů (strany na zčernalém pergamenu)
- Kosmova kronika česká
- kalendář s nekrologiem, seznam bratří podlažického kláštera
- strana s hlaholskou a cyrilskou abecedou
- dalších padesát drobných poznámek, které byly do kodexu zapsány dodatečně ještě během středověku ale i později

Kodex obsahuje iluminace červené, modré, žluté, zelené a zlaté barvy, iniciály jsou velmi bohaté, často přes celou výši stránky. Značně poutavé jsou spirálovitě zdobené vzory, z nichž vyrůstají různé květinové výhonky. Stylově se jedná o klasickou ukázku románského knižního malířství. Na celém díle fascinuje jeho jednota, ráz písma je beze změny téměř v celém rozsahu, bez vlivu stárnutí písaře, nemocí, počasí či nálad. Možnost, že rukopis vznikl v rámci písařské dílny, je minimalizována absencí odlišných rukopisů. Odlišné rukopisy jsou znatelné pouze na stranách 216–224 (přepis jedné z dvaceti etymologií od Isidora ze Sevilly) a stranách 305–311 (kalendář s nekrologem). Veškeré údaje o vzniku díla a autora v knize chybí.
Na listu označovaném číslem 289 (podle serveru Manuscriptorium.com) či 290 (podle stránek Švédské národní knihovny) je na jinak prázdné stránce naprosto unikátní vyobrazení ďábla, o velikosti skoro 50 cm. Několik předchozích listů je napsáno inverzně na tmavém podkladu a má charakter velmi ponurý (kromě vyobrazení nebeského města), hodně odlišný od celého zbytku kodexu.

## Legenda o sepsání Ďáblovy bible
Podle legendy v klášteře žil mnich, který zhřešil. V roce 1212 se vydal spolu s královskou výpravou Přemysla Otakara I. do Basileje, aby od Fridricha II. přijal Zlatou bulu sicilskou. Tam se seznámil s jedním tajemným mágem, Michaelem Scottem. Ten ho údajně zasvětil do temné magie a uctívání Satana. Po jeho návratu do Podlažic se ale o jeho satanistických rituálech dozvěděl opat, a aby se provinilý mnich vyhnul přísnému trestu zazdění zaživa, slíbil, že napíše za jedinou noc největší knihu, obsahující všechny vědomosti světa. Dostal veškerý potřebný materiál a pustil se do díla. O půlnoci mu bylo jasné, že úkol nemůže zvládnout, a zaprodal svoji duši ďáblu. Ten za něj celé veledílo sepsal, biblické pasáže ovšem s velkým sebezapřením, odporem a nechutí. Je zajímavé, že kniha obsahuje také řadu zaklínadel, např. pro vyléčení, vypátrání zloděje apod., ale ne pro vymítání ďábla, ačkoli Benediktinský řád exorcismus prováděl. Mnich pouze z vděčnosti přidal ďáblův obrázek, který je na straně 290 a vyobrazuje ho zde opravdu netradičně.

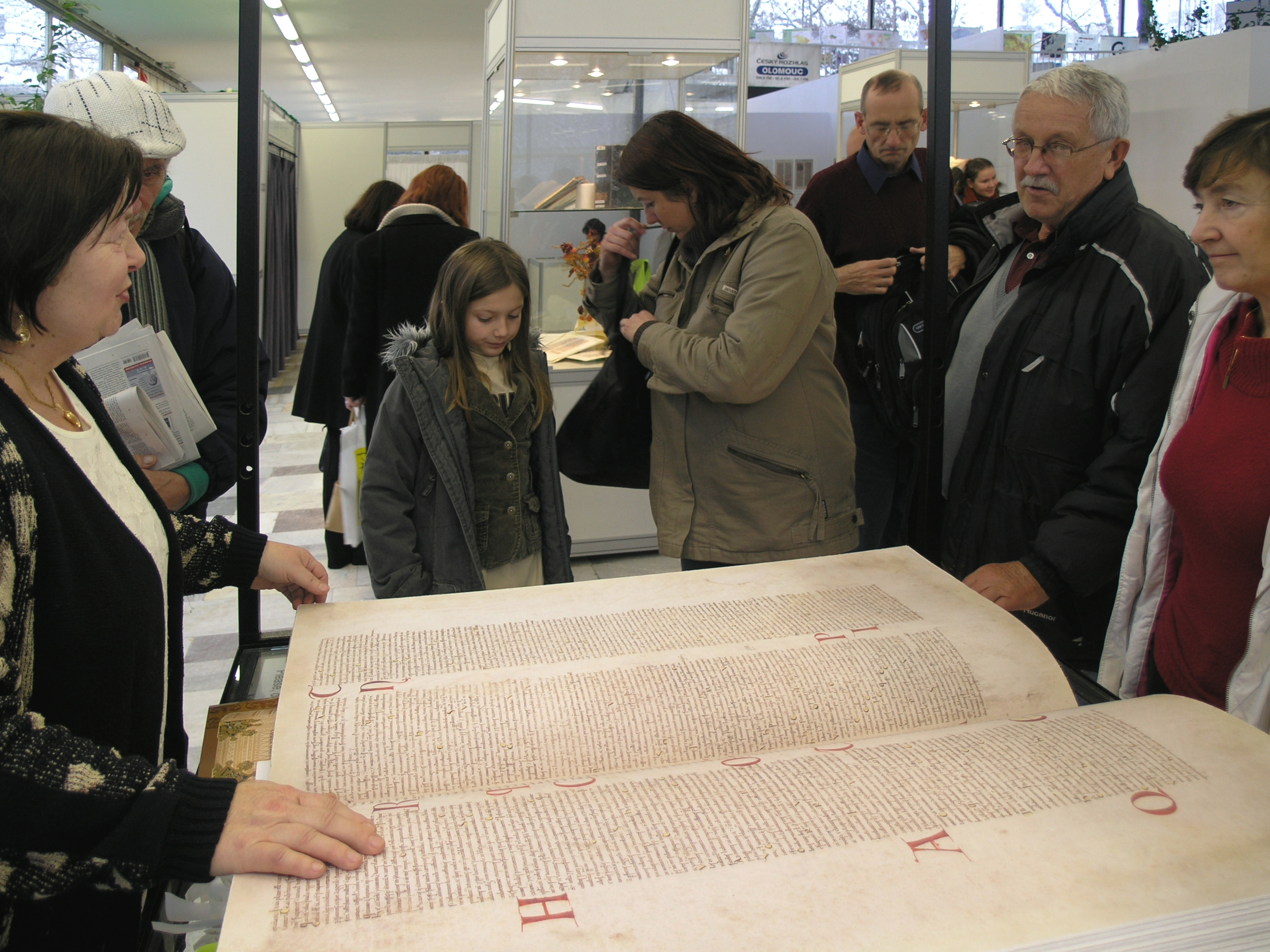
replika Ďáblovy bible

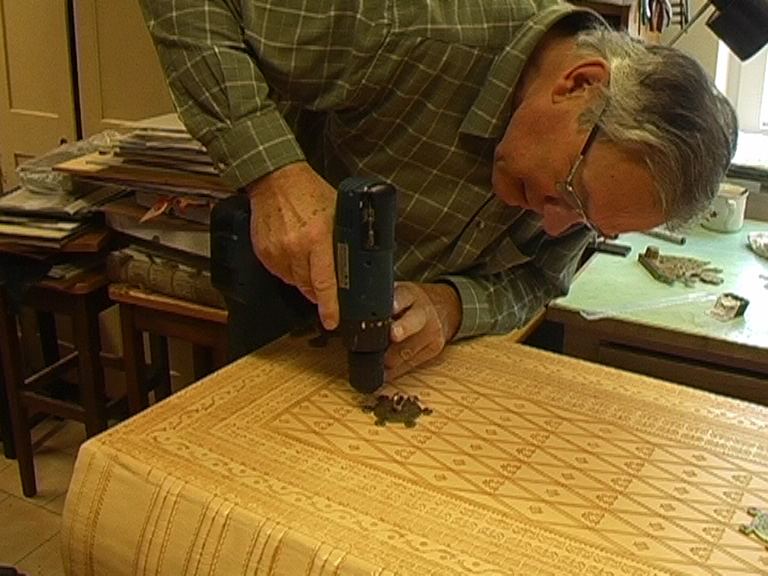
Autor repliky Ďáblovy bible, umělecký knihař Jiří Fogl, při práci.

I přes tuto legendu o svém sepsání se Codex gigas dlouho užíval, četl a studoval různými učenci a nebyl nikdy předmětem šetření inkvizice.
Legenda i kodex hrají podstatnou roli ve filmu Ďáblova lest.